# Acura RSX
El Acura RSX o Honda Integra DC5 en japonés: ホンダ インテグラ DC5) es la cuarta generación del deportivo compacto Honda Integra fabricado por Honda, introducido al mercado en Japón el 13 de abril de 2001 y producido desde julio de 2001 hasta julio de 2006. También se vendió en América del norte desde 2002 hasta 2006 bajo el nombre de Acura RSX (acrónimo de Rally Sportscar X-perimental).

## Comienzo de producción y novedades
Al mismo tiempo que se introducía en el mercado la cuarta generación del Integra, también se lanzó la séptima generación del Civic a finales del año 2000. El Integra se unió el Civic en el abandono tradicional de suspensión de doble horquilla en ambos ejes y adoptó suspensión tipo MacPherson en la parte delantera y doble horquilla en la parte trasera, junto con el nuevo motor de la serie K sustituyendo a la anterior serie B.
La serie K de motores disponía de Inteligent VTEC (o i-VTEC), el cual ajusta la apertura, duración y cierre de válvulas de forma electrónica, otorgando al motor de 2.0 L una curva de par algo mayor que en previas motorizaciones con sistema VTEC los cuales solo ajustaban la apertura y duración de la válvula. El RSX posee un motor gasolina de cuatro cilindros en línea y 2.0 litros de cilindrada. El modelo base (K20A3) desarrolla 162 CV (119 kW) de potencia máxima, mientras que el Type-S (K20A2 o K20Z1) alcanza los 200 o 210 CV (147 o 154 kW), y el Type-R (K20A) llega hasta los 220 CV (162 kW).

## Acabados y equipamiento

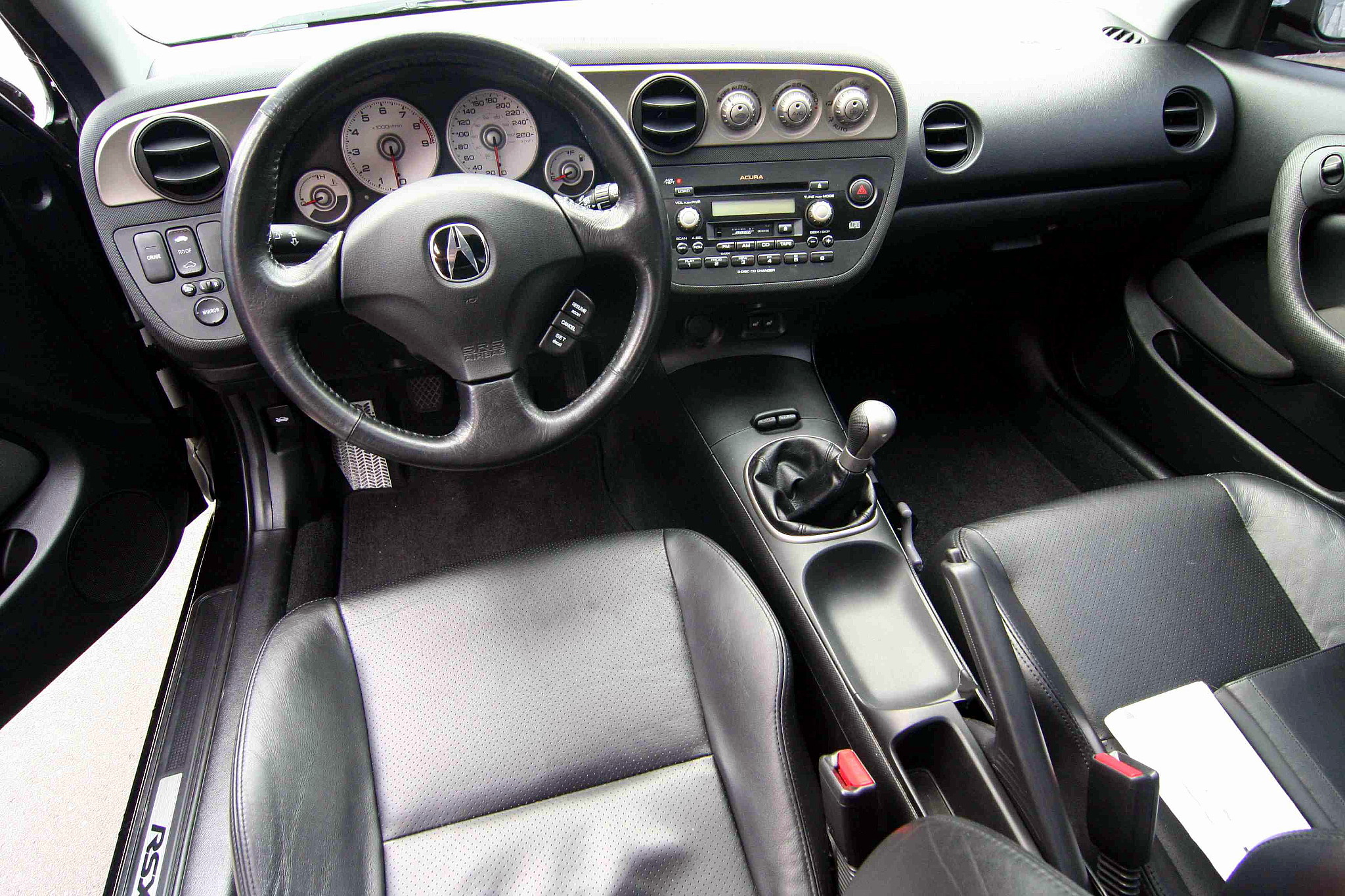
Interior de un RSX Type-S '04 Canadiense

En América del Norte se encontraba disponible con los niveles de acabado base y Type-S. En Japón y Oceanía las versiones disponibles eran la iS (posteriormente en 2004 renombrada Type-S) y Type-R. En Canadá se ofrecían tres modelos: Base (interior de tela, sin techo solar y llantas de acero con tapacubos), Premium (interior de cuero, techo solar y llantas de aleación) y Type-S. En otros lugares (por ejemplo, Hong Kong, Singapur) sólo estaba disponible la versión Base.
El iS/Type-S japonés (que no debe confundirse con el RSX Type-S), era esencialmente idéntico al Acura RSX de acabado base, que montaba el motor K20A3 con una potencia de 160 CV (120 kW) y se ofrecía con transmisión automática de 5 velocidades o transmisión manual de 5 velocidades. El Integra Type-R, que se vendió exclusivamente en Japón, redujo su peso y aumento su potencia hasta 220 CV (162 kW) gracias al nuevo motor K20A, así como un diferencial de deslizamiento limitado (LSD), muelles más rígidos, nuevo tarado de amortiguadores, frenos Brembo de 4 pistones, llantas de 17" con neumáticos Bridgestone Potenza, asientos deportivos Recaro de ante y múltiples detalles.
El RSX Type-S americano rendía una potencia de 200 CV (150 kW) gracias al motor K20A2 y 210 CV (160 kW) a partir de 2005 con el nuevo motor K20Z1 y una transmisión manual de 6 velocidades con relación de marchas más corta. En 2005 el RSX Type-S recibió del Type-R japonés los árboles de levas y la polea de cigüeñal, el sistema de escape y silenciador final, la relación de transmisión final de 4.7 y el conducto de admisión de snorkel. El "Type-R" que se vendió en Oceanía es muy similar a los "Type-S" que se venden en América del Norte. Además, la nomenclatura del Integra en Oceanía se ha alineado con la norteamericana.

## Sustitución y fin de producción
A pesar de que había sido un éxito de ventas para Honda, el RSX no encajaba dentro de los límites de la estrategia de mercado reestructurado de Acura, formulada después de la decisión de distribuir la marca Acura en todo el mundo (anteriormente, la Acura se distribuía exclusivamente en América del Norte, en otras partes del mundo los mismos modelos se vendían como Hondas). Con la introducción del Honda Civic Si en 2006, de potencia similar y menor coste, se tomó la decisión de suspender la producción del RSX, con las unidades finales construidas en verano de 2006. El último que salió de la línea de montaje fue el 7 de julio de 2006. Debido a su precio más bajo y la lista de opciones disponibles, Honda consideró que el Civic Si era una opción más viable para los compradores más jóvenes, quienes fueron los compradores más comunes del RSX. En el mercado americano, el ILX reemplazó al Acura RSX a partir de 2007. Acura rsx

## Competición

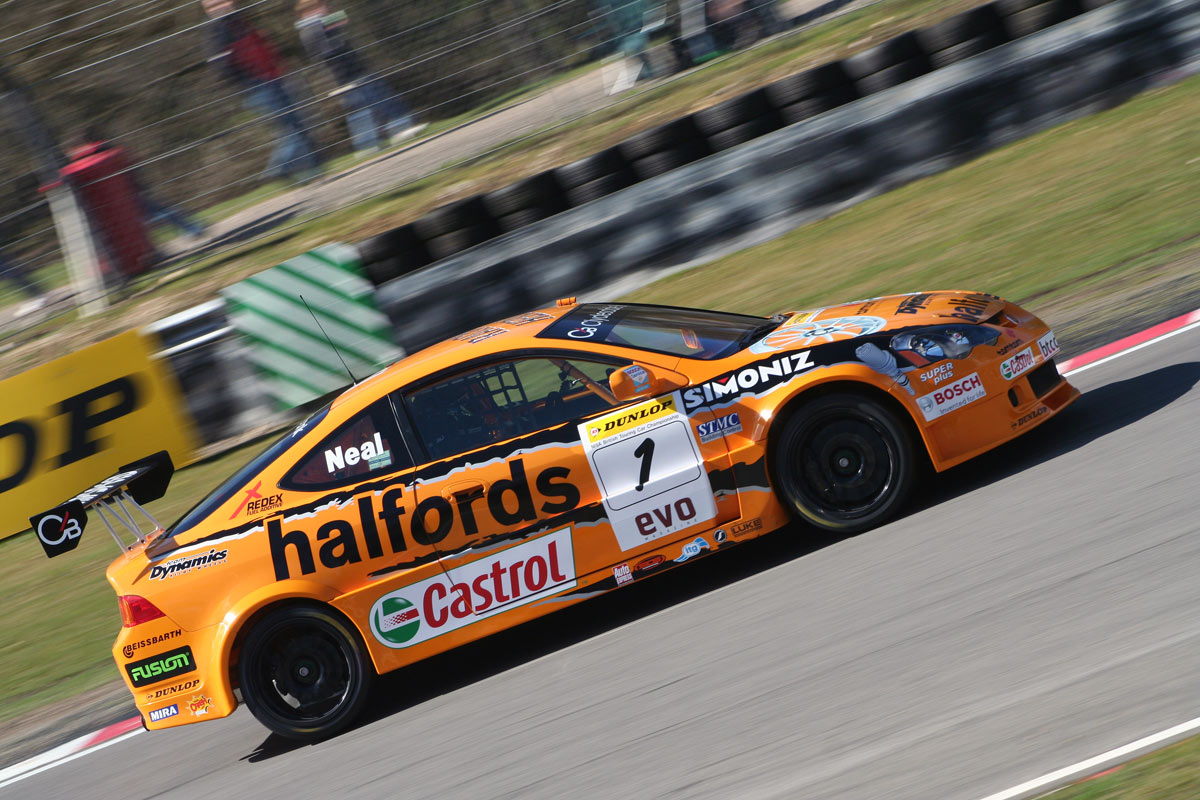
Matt Neal en la BTCC de 2006

Acura ganó el Campeonato de Constructores de la clase Touring Car SCCA World Challenge en 2006, corriendo con RSX y TSX. Los conductores de los RSX terminaron en quinto y noveno en el campeonato de pilotos. Kensai Racing utiliza RSX y TSX en el Desafío KONI. Compitiendo como Honda, el DC5 ganó el Campeonato Británico de Turismos con Matt Neal en 2005 y 2006, para Team Dynamics (Comprada por Team Halfords después de ganar el título).

## Rendimiento
- 0-100 km/h (0-60 mph):[3]
  - 6.9 seg (2002-06 Base)
  - 6.2 seg (2002-04 Type-S)
  - 6.0 seg (2005-06 Type-R)
- 0-160 km/h (0-100 mph):[3]
  - 16.9 seg (2002-04 Type-S)
- 400 m (1/4 milla):[3]
  - 15.8 seg (2002-06 Base)
  - 15.1 seg (2002-04 Type-S)
  - 14.97 seg @ 152,54 km/h (94,79 mph) (2005-06 Type-S)
- Velocidad máxima:[3]
  - 234,85 km/h (145.93 mph) (2002-04 Type-S)
- Distancia frenada 110 km/h (70 mph)-0 mph:
  - 55 m (181 pies)
- Consumo registrado (Para el Type-S):[4]
  - Urbano: 24 mpg-US (9.8 L/100 km; 29 mpg)
  - Autopista: 31 mpg-US (7.6 L/100 km; 37 mpg)